# NGC 652
NGC 652 é uma galáxia espiral (S?) localizada na direcção da constelação de Pisces. Possui uma declinação de +07° 59' 00" e uma ascensão recta de 1 horas, 40 minutos e 43,2 segundos.
A galáxia NGC 652 foi descoberta em 22 de Outubro de 1886 por Lewis A. Swift.